# 克吕默尔
克吕默尔是德国莱茵兰-普法尔茨州的一个市镇。总面积2.20平方公里，总人口335人，其中男性178人，女性157人（2011年12月31日），人口密度152人/平方公里。